# Чемпионат Грузии по самбо 2021
Чемпионат Грузии по самбо 2021 года прошёл 5-6 марта. В соревнованиях приняли участие более 200 спортсменов. Чемпионат был отборочным для участия в чемпионатах Европы и мира. Чемпионат прошёл по новой системе весовых категорий, утверждённых Международной федерацией самбо. В новой системе 22 весовые категории: 8 для мужчин и по 7 категорий в женской и боевой версиях. Не проводились соревнования среди мужчин в категории до 53 кг.

## Медалисты
| Весовая категория | Золото             | Серебро            | Бронза                              |
| ----------------- | ------------------ | ------------------ | ----------------------------------- |
| до 58 кг          | Вахтанг Чидрашвили | Ираклий Купатадзе  | Гоги Вардосанидзе Гиви Надарейшвили |
| до 64 кг          | Торник Човелидзе   | Саба Григалашвили  | Лаша Чадунели Авто Мукбаниани       |
| до 71 кг          | Миндиа Лилуашвили  | Гага Бахтидзе      | Шалва Газашвили Дмитрий Зедашидзе   |
| до 79 кг          | Леван Нахуцришвили | Омар Ниазашвили    | Георгий Канкава Дмитрий Кобаури     |
| до 88 кг          | Мишико Нозадзе     | Ника Сидамонидзе   | Виссарион Берулава Серго Гогишвили  |
| до 98 кг          | Давид Лориашвили   | Паата Гвиниашвили  | Лаша Тавелури Дмитрий Кундухашвили  |
| свыше 98 кг       | Бека Бердзенишвили | Георгий Закариадзе | Леван Царелашвили Нодар Бериани     |